# Belgium autópályái
Ez a lap Belgium autópályáit (Autosnelwegen/Autoroutes) és autópálya-körgyűrűit (Ring) sorolja fel.

## Belgiumautópályái és autópálya-körgyűrűi (A)

### Autópályák
- A1 (E19): Brüsszel – Mechelen – Antwerpen –  Hollandia
- A2 (E314): Leuven – Diest – Genk – Sittard-Geleen –  Hollandia
- A3 (E40): Brüsszel – Leuven – Liège –  Németország
- A4 (E411): Brüsszel – Namur –  Luxemburg
- A7 (E19): Halle – Nivelles – Mons –  Franciaország
- A8 (E429 és E42): Halle – Tournai –  Franciaország
- A10 (E40): Brüsszel – Aalst – Gent – Brugge – Oostende
- A11 (E34): Antwerpen – Zelzate
- A12: Brüsszel – Boom – Antwerpen –  Hollandia
- A13 (E34 és E313): Antwerpen – Hasselt – Liège
- A14 (E17): Antwerpen – Sint-Niklaas – Gent – Kortrijk –  Franciaország
- A15 (E42): La Louvière – Charleroi – Namur – Liège
- A16 (E42): Mons – Tournai
- A17 (E403): Brugge – Kortrijk – Tournai
- A18 (E40): Brugge – Veurne -  Franciaország
- A19: Kortrijk – Ypers
- A21 (E34): Antwerpen – Turnhout –  Hollandia
- A25 (E25): Liège – Visé –  Hollandia
- A26 (E25): Liège – Bastogne – Neufchâteau
- A27 (E42): Battice – Verviers – Malmedy – Sankt Vith –  Németország
- A28: Aubange –  Franciaország
- A54: Nivelles – Charleroi
- A112: Wilrijk – A12
- A201: Brüsszeli Nemzetközi Repülőtér – Brüsszel
- A501: La Louvière – A7
- A503: Charleroi – Mont-sur-Marchienne
- A601: A3 - A13 (Liège)
- A602: A3 – A26 (Liège)
- A604: Seraing – A15

### Autópálya-körgyűrűk (R)
- R0: Brüsszel
- R1: Antwerpen
- R2: Antwerpen
- R3: Charleroi
- R4: Gent
- R5: Mons
- R6: Mechelen
- R7: Liège
- R8: Kortrijk
- R9: Charleroi

## Fordítás
- Ez a szócikk részben vagy egészben  a   Liste der Autobahnen in Belgien című német Wikipédia-szócikk fordításán alapul.  Az eredeti cikk szerkesztőit annak laptörténete sorolja fel. Ez a jelzés csupán a megfogalmazás eredetét és a szerzői jogokat jelzi, nem szolgál a cikkben szereplő információk forrásmegjelöléseként.